# Michael Angarano
Michael Anthony Angarano (Brooklyn, Nova York, 3 de desembre de 1987) és un actor estatunidenc de cinema i televisió.

## Biografia
Angarano va néixer a Brooklyn (Nova York), fill de la Doreen i d'en Michael Angarano, d'ascendència italiana. La seva família és propietària de tres estudis de dansa, dos a Nova York i un a Los Angeles (Califòrnia). La Kristen, la germana gran, és co-directora de l'estudi de Los Angeles i és l'encarregada dels estudis de Nova York.
Angarano va graduar-se a l'Escola Carmelitana d'Alta Crespi el 2005.

## Carrera professional
El 2000 tingué un paper petit a la pel·lícula Gairebé famosos. El seu primer gran paper fou a Little Secrets, juntament amb Evan Rachel Wood i David Gallagher. El 2004 va aparèixer en la versió cinematogràfica de la novel·la Speak, i el 2005 participà en la pel·lícula Sky High i Lords of Dogtown.
El 2007 aparegué en quatre episodis de la sisena temporada de la sèrie 24, i també va participar en Snow Angels (2007), del director David Gordon green.
El 2008 va aparèixer en la col·laboració llargament esperada entre els mestres d'arts marcials Jackie Chan i Jet Li a El regne prohibit. En aquesta pel·lícula, Michael interpreta el paper de Jason Triptikas, un adolescent de 17 anys aspirant a guerrer de kung-fu que és enviat a través del temps a l'antiga Xina en una missió per alliberar el Rei Mico.
A Gentlemen Broncos (2009), dirigida per Jared Hess, Michael interpreta un autor jove que assisteix a un campament d'escriptors de ciència-ficció on descobreix que li han robat una idea.
El 2010 va interpretar el paper de Sam Davis a la pel·lícula Ceremony, dirigida i escrita per Max Winkler. El 2011 interpretà el paper de Scott a Haywire, dirigida per Steven Soderbergh. En el repartiment també es troben Michael Douglas, Michael Fassbender, Ewan McGregor, Bill Paxton, Channing Tatum i Antonio Banderas.

## Filmografia
| Any       | Pel·lícula/Sèrie                                  | Personatge                    | Notes                                     |
| --------- | ------------------------------------------------- | ----------------------------- | ----------------------------------------- |
| 1995      | New York News                                     |                               | sèrie de televisió; "Welcome Back Cotter" |
| 1996      | Dos antics bojos                                  | Cowboy (de 3 anys)            |                                           |
| 1997      | Stranger in My Home                               | Drew                          | telefilm                                  |
| 1997      | Childhood's End                                   | Primer noi                    |                                           |
| 1997      | Cybill                                            | Timmy                         | sèrie de televisió                        |
| 1997      | A las duras y a las maduras                       | Sammy Yoder                   |                                           |
| 1998      | Pretender                                         | Patrick Harper                | sèrie de televisió; "Stolen"              |
| 1998      | River Red                                         | Joven Tom                     |                                           |
| 1998      | Un lloc per a la felicitat                        | Bicycle Kid                   | telefilm                                  |
| 1998      | Another World                                     | Steven Michael Frame          | sèrie de televisió                        |
| 1999      | Baby Huey's Great Easter Adventure                | Nick                          | Vídeo                                     |
| 1999      | Música del cor                                    | Nick de 7 anys                |                                           |
| 1999      | Set dies                                          | Evan Hamilton                 | sèrie de televisió; "For the Children"    |
| 1999      | As the World Turns                                | Matthew John "M.J." Dixon #2  | sèrie de televisió                        |
| 2000      | The Extreme Adventures of Super Dave              | Petit Super Dave              | Vídeo                                     |
| 2000      | Gairebé famosos                                   | William jove                  |                                           |
| 2000      | The Brainiacs.com                                 | Matt Tyler                    |                                           |
| 2000-2001 | Cover Me: Based on the True Life of an FBI Family | Chance Arno                   | sèrie de televisió; 24 episodis           |
| 2001      | Say Uncle                                         | Nick                          | telefilm                                  |
| 2001      | El racó dels secrets                              | Philip                        |                                           |
| 2003      | Maniac Magee                                      | Maniac (Jeffrey Lionel) Magee | telefilm                                  |
| 2003      | My Life with Men                                  | Ben                           | telefilm                                  |
| 2003      | Seabiscuit                                        | Joven Red Pollard             |                                           |
| 2003      | ER                                                | Zack                          | sèrie de televisió; "The Greater Good"    |
| 2004      | Speak                                             | Dave Petrakis                 |                                           |
| 2004      | The Dust Factory                                  | Rocky Mazzelli                |                                           |
| 2004      | Com la vida mateixa                               | George Denton                 | sèrie de televisió; 2 episodis            |
| 2005      | Dear Wendy                                        | Freddie                       |                                           |
| 2005      | Kevin Hill                                        | Ethan Claypool                | sèrie de televisió; "Only Sixteen"        |
| 2005      | Summerland                                        | Jeb Ekhart                    | sèrie de televisió; 2 episodis            |
| 2005      | Lords of Dogtown                                  | Sid                           |                                           |
| 2005      | Sky High                                          | Will Stronghold               |                                           |
| 2005      | La noia dels meus somnis                          | Dylan Jameison                |                                           |
| 2006      | Bondage                                           | Charlie                       |                                           |
| 2001-2006 | Will & Grace                                      | Elliot                        | sèrie de televisió; 11 episodis           |
| 2007      | 24                                                | Scott Wallace                 | sèrie de televisió; 4 episodis            |
| 2007      | Snow Angels                                       | Arthur Parkinson              |                                           |
| 2007      | Man in the Chair                                  | Cameron Kincaid               |                                           |
| 2007      | Black Irish                                       | Cole McKay                    |                                           |
| 2007      | The Final Season                                  | Mitch Akers                   |                                           |
| 2008      | El regne prohibit                                 | Jason Tripitikas              |                                           |
| 2009      | Gentlemen Broncos                                 | Benjamin                      |                                           |
| 2010      | Ceremony                                          | Sam Davis                     |                                           |
| 2011      | The Art of Getting By                             | Dustin                        |                                           |
| 2011      | Red State                                         | Travis                        |                                           |
| 2011      | Haywire                                           | Scott                         |                                           |
| 2012      | Rugrats                                           |                               | Curtmetratge                              |
| 2012      | Noah's Ark: The New Beginning                     | Home del poble                | Veu                                       |
| 2012      | The English Teacher                               |                               |                                           |
| 2012      | The Brass Teapot                                  |                               |                                           |
| 2012      | Entry Level                                       | Jake                          | telefilm                                  |
| 2013      | Empire State                                      |                               |                                           |
| 2013      | Max Payne: Revolution                             |                               |                                           |